# Shannon Evans
Shannon Evans, né le 19 juillet 1994, est un basketteur américano-guinéen pour les Ducks de Pékin de la Chinese Basketball Association (CBA). Il a concouru à l'université pour Buffalo et l'Arizona State.

## Biographie et études
Evans est le fils de Shannon et Armona Evans. Il était un athlète multisports qui a grandi, jouant le rôle de cornerback et de receveur au football americaine ainsi que celui de terrain central au baseball, bien que le basket-ball reste son favori. À la Nansemond River High School, Evans était entraîné par Ed Young et les deux avaient une relation controversée. Il a rejoint l'équipe universitaire en deuxième année, mais Young l'a envoyé dans l'université junior car il ne pensait pas qu'Evans était prêt. En tant que junior, Evans a commencé la saison en tant que joueur de banc, mais a rejoint la formation de départ après avoir marqué 27 points à son premier départ. Il a reçu des soins universitaires après sa dernière saison, mais ses résultats au SAT ne le qualifiaient pas pour une bourse universitaire, il a donc opté pour une année de troisième cycle à l'école préparatoire de l'Académie militaire de Hargrave. Ses parents, ses grands-parents et sa grand-tante l'ont aidé à payer ses frais de scolarité, sa mère encaissant son compte 401(k).Evans a reçu des offres de bourses avant son premier match et s'est engagé envers Buffalo.

## Carrière universitaire
À Buffalo, Evans a récolté en moyenne 8,5 points par match.Il a récolté en moyenne 15,4 points, 3,2 rebonds et 4,6 passes décisives par match en deuxième année, tirant à 38 % depuis la ligne des trois points, et a mené les Bulls à leur premier tournoi NCAA. Evans a été nommé dans la deuxième équipe All- MAC . Après sa deuxième saison, l'entraîneur de Buffalo, Bobby Hurley, a été embauché à Arizona State et Evans a décidé de le suivre malgré les objections de sa mère. En tant que junior, Evans a terminé deuxième derrière Tra Holder dans l'équipe avec 15,0 points par match et cinquième de la conférence pour les passes décisives avec 4,4 par match.
Evans a bien commencé sa saison senior, marquant 22 points lors d'une victoire contre Xavier le 24 novembre 2017. Evans a marqué 22 points lors d'une victoire contre le Kansas deux semaines plus tard et a été nommé joueur national de la semaine Oscar Robertson. Le tir d'Evans a ensuite chuté et il a raté 15 tentatives consécutives à 3 points à un moment donné. Il a récolté en moyenne 16,5 points, 3,3 rebonds et 3,5 passes décisives par match et a mené l'Arizona State au tournoi de la NCAA. En tant que senior, Evans a été nommé mention honorable All- Pac-12.

## Carrière professionnelle

### Atomerőmű SE (2018-2020)
Après avoir été non repêché lors du repêchage de la NBA 2018, Evans a joué pour les Houston Rockets dans la NBA Summer League. En août 2018, il signe avec l'Atomerőmű SE du championnat hongrois.Le 22 novembre 2018, Evans a marqué 24 points, 4 rebonds, 4 passes décisives, 4 interceptions et 1 contre lors d'une victoire contre Pecsi VSK-Veolia. Au cours de sa première année, Evans a disputé treize matchs pour l'Atomerőmű SE et a récolté en moyenne 15,9 points, 2,7 rebonds et 4,2 passes décisives. Le 1er novembre 2019, Evans a marqué 29 points, 5 rebonds, 4 passes décisives et 3 interceptions lors d'une victoire contre Zalakerámia ZTE. Au cours de sa dernière année, Evans a disputé vingt matchs pour l'Atomerőmű SE avec une moyenne de 18 points, 3,7 rebonds et 6,9 passes décisives.

### Pau-Orthez (2020) Bahçeşehir Koleji (2020-2021)
Le 26 novembre 2020, il a signé avec Bahçeşehir Koleji de la Super League turque de basket-ball (BSL). Le 1er janvier 2021, Evans a marqué 20 points, 2 rebonds, 7 passes décisives et 1 interception lors d'une défaite contre Tofaş Bursa. Evans a disputé dix-huit matchs avec Bahçeşehir Koleji et a récolté en moyenne 11 points, 2,1 rebonds et 4,2 passes décisives.

### Coosur Real Betis (2021-2023)
Le 4 août 2021, Evans a signé avec le Real Betis Baloncesto de la Liga ACB.Lors de la campagne 2022-2023, il a été le meilleur buteur de la Liga ACB avec 21 points par match.

### Basket Valence (2023)
Le 18 janvier 2023, Evans a signé avec Valence de la Liga espagnole ACB et de l'EuroLeague jusqu'à la fin de la saison, avec une option pour une année supplémentaire. En 12 matchs d'EuroLeague, il a récolté en moyenne 5,5 points, 1,3 rebonds et 2,3 passes décisives, jouant environ 13 minutes par match. Le 25 juin 2023, son option de contrat n'a pas été récupérée par Valence et il est devenu agent libre.